# Batophila olexai
Batophila olexai es un coleóptero de la familia Chrysomelidae. Fue descrita en 1964 por Král.